# Copa de Verano de Campeones 2012
La Copa de Verano de Campeones 2012 tuvo lugar en Bucarest, Rumania el 11 de agosto de 2012. Fue organizada por Thiess Holding en asociación con la agencia de marketing alemana Sportfive y se jugó en la Arena Națională. La Copa fue disputada por el Barcelona como mejor equipo del mundo y por el Dinamo București como equipo sede. 
Los blaugranas ganaron la Copa con victoria 0-2, con gol tempranero de Lionel Messi y otro casi al cierre de Ibrahim Afellay, y también tuvo el tan esperado regreso de David Villa. La victoria le aseguró al Barça completar la pretemporada con categoría de equipo invicto.

## Partido
| 11 de agosto de 2012 22:00 20:15 HEO | Dinamo București | 0 - 2   | Barcelona                | Arena Națională, Bucarest, Rumania                                   |                                                                      |
|                                      | Issa Ba 74'      | Reporte | Messi 4' · Afellay 90+1' | Asistencia: 40,000 espectadores Árbitro(s): Cristian Balaj (Rumania) | Asistencia: 40,000 espectadores Árbitro(s): Cristian Balaj (Rumania) |

|  |  |

| Dinamo:           |    |                      |     |     |
|                   |    |                      |     |     |
| GM                | 32 | Cristian Bălgrădean  |     |     |
| LD                | 2  | Constantin Nica      |     | 85' |
| DC                | 21 | Dragoș Grigore       |     | 85' |
| DC                | 30 | Paul Koulibaly       |     | 61' |
| LI                | 3  | Cristian Pulhac      |     | 64' |
| MC                | 19 | Boubacar Mansaly     |     |     |
| MC                | 20 | Alexandru Curtean    |     | 56' |
| MC                | 7  | Cătălin Munteanu (c) |     |     |
| ED                | 4  | Cosmin Matei         |     | 67' |
| EI                | 10 | Marius Alexe         |     | 46' |
| DEL               | 20 | George Țucudean      |     | 77' |
| Sustitutos:       |    |                      |     |     |
| GM                | 12 | Andrei Manyur        |     |     |
| GM                | 23 | Kristijan Naumovski  |     |     |
| DF                | 6  | Cristian Scutaru     |     | 85' |
| DF                | 14 | Alin Dobrosavlevici  |     |     |
| DF                | 24 | Srdjan Luchin        |     | 61' |
| DF                | 32 | Nicolae Mușat        |     | 64' |
| DF                | 43 | Sergiu Homei         |     |     |
| MC                | 8  | Boris Galchev        |     | 85' |
| MC                | 18 | Issa Ba              | 74' | 46' |
| MC                | 26 | Laurențiu Rus        |     | 67' |
| MC                | 27 | Edgar Álvarez        |     |     |
| MC                | 33 | Steliano Filip       |     |     |
| DEL               | 16 | Mircea Axente        |     | 56' |
| DEL               | 25 | Ionel Dănciulescu    |     | 77' |
| Director Técnico: |    |                      |     |     |
| Dario Bonetti     |    |                      |     |     |

| Barcelona:        |    |                   |  |     |     |
|                   |    |                   |  |     |     |
|                   |    |                   |  |     |     |
| GM                | 1  | Víctor Valdés     |  |     |     |
| LD                | 2  | Daniel Alves      |  | 46' |     |
| DC                | 3  | Gerard Piqué      |  | 46' |     |
| DC                | 15 | Marc Bartra       |  | 63' |     |
| LI                | 18 | Jordi Alba        |  | 46' |     |
| MC                | 4  | Cesc Fàbregas     |  | 46' |     |
| MC                | 16 | Sergio Busquets   |  | 46' |     |
| MC                | 6  | Xavi (c)          |  | 63' |     |
| DEL               | 10 | Lionel Messi      |  | 77' |     |
| DEL               | 9  | Alexis Sánchez    |  | 46' |     |
| DEL               | 17 | Pedro Rodríguez   |  | 63' |     |
| Sustitutos:       |    |                   |  |     |     |
| GM                | 13 | José Manuel Pinto |  |     |     |
| DF                | 5  | Carles Puyol      |  |     |     |
| DF                | 14 | Javier Mascherano |  | 46' |     |
| DF                | 19 | Martín Montoya    |  | 46' |     |
| DF                | 21 | Adriano           |  | 46' |     |
| DF                | 24 | Andreu Fontàs     |  | 63' |     |
| MC                | 8  | Andrés Iniesta    |  | 46' |     |
| MC                | 20 | Ibrahim Afellay   |  | 46' |     |
| MC                | 26 | Ilie Sánchez      |  | 63' |     |
| MC                | 20 | Sergi Roberto     |  | 46' | 73' |
| MC                | 34 | Rafinha           |  | 77' |     |
| DEL               | 7  | David Villa       |  | 73' |     |
| DEL               | 37 | Cristian Tello    |  | 63' |     |
| Director Técnico: |    |                   |  |     |     |
| Tito Vilanova     |    |                   |  |     |     |

| Árbitros asistentes: - Zoltán Székely (Rumanía) - Iulian Radu (Rumanía) |

### Estadísticas

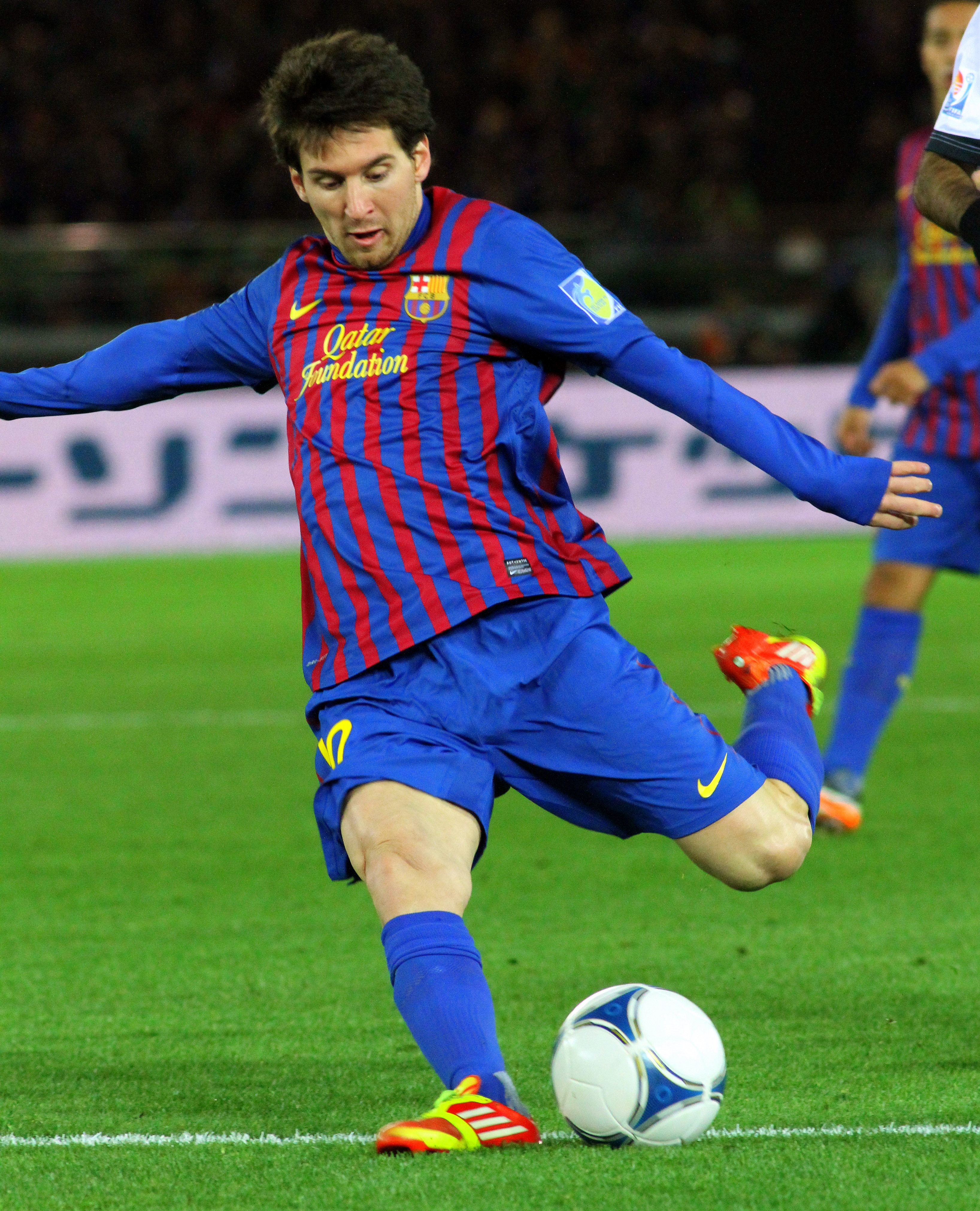
Gol de apertura cortesía de una finalización de gol típica de Messi.

|                    | Dinamo București | Barcelona |
| ------------------ | ---------------- | --------- |
| Goles anotados     | 0                | 2         |
| Total de disparos  | 7                | 12        |
| Disparos a puerta  | 3                | 6         |
| Paradas            | 4                | 3         |
| Posesión del balón | 33%              | 67%       |
| Corners            | 3                | 5         |
| Faltas cometidas   | 6                | 7         |
| Fueras de juego    | 1                | 4         |
| Tarjetas amarillas | 1                | 0         |
| Tarjetas rojas     | 0                | 0         |